# Théo Costossèque

a Compétitions nationales et continentales officielles uniquement.

b Matchs officiels uniquement.
Dernière mise à jour le 30 mars 2023.
Théo Costossèque, né le 26 avril 2000 à Bayonne, est un joueur français de rugby à XV. Il évolue au poste de centre.

## Biographie
Théo pratique la pelote basque dans sa jeunesse,, étant sacré à deux reprises champion de France dans la catégorie benjamins.
Ayant débuté la pratique rugbystique au Peyrehorade SR en 2006, puis à l'Aviron bayonnais lors de la saison 2017-2018, Costossèque connait notamment plusieurs sélections avec les moins de 18 ans français en 2018. En parallèle au niveau scolaire, il dispute la finale du championnat de France UNSS, en division excellence des lycées généraux ; avec le lycée de Borda de Dax et auprès de Guillaume Cramont et Théo Duprat, il s'incline contre le lycée Jean-Mermoz de Montpellier.
Il rejoint à l'intersaison 2018 le Racing 92, connaissant cette même année ses premières convocations en équipe de France des moins de 20 ans.
Il doit toutefois attendre 2020 et le tournoi des Six Nations pour obtenir ses premières caps avec les Bleuets, à l'occasion d'un match contre l'Italie.
La même année, alors qu'il a prolongé avec le Racing au printemps, il glane ses premières feuille de match en Top 14 lors de la saison 2020-21, à l'image d'une formation francilienne qui joue les premiers rôles dans le club de La Défense.
Mais en janvier 2021 afin de glaner plus de temps de jeu, il est prêté à l'Aviron bayonnais jusqu'à la fin de la saison.

## Palmarès
- RC Vannes
  - Vainqueur du Championnat de France de 2e division en 2024